# Huila (departman)
Huila je kolumbijski departman u središnjem dijelu države. Glavni grad departmana je Neiva. Prema podacima iz 2005. godine u departmanu živi 1.006.797 stanovnika te je 15 kolumbijski departman po broju stanovnika. Sastoji se od 37 općina.

## Općine
U departmanu Huila se nalazi 37 općina:
- Acevedo
- Agrado
- Aipe
- Algeciras
- Altamira
- Baraya
- Campoalegre
- Colombia
- Elias
- Garzón
- Gigante
- Guadalupe
- Hobo
- Iquira
- Isnos
- La Argentina
- La Plata
- Nataga
- Neiva
- Oporapa
- Paicol
- Palermo
- Palestina
- Pital
- Pitalito
- Rivera
- Saladoblanco
- San Agustín
- Santa María
- Suaza
- Tarqui
- Tello
- Teruel
- Tesalia
- Timana
- Villavieja
- Yaguara

## Vanjske poveznice
- Službena stranica departmana